# Єгу (Мандри Гуллівера)

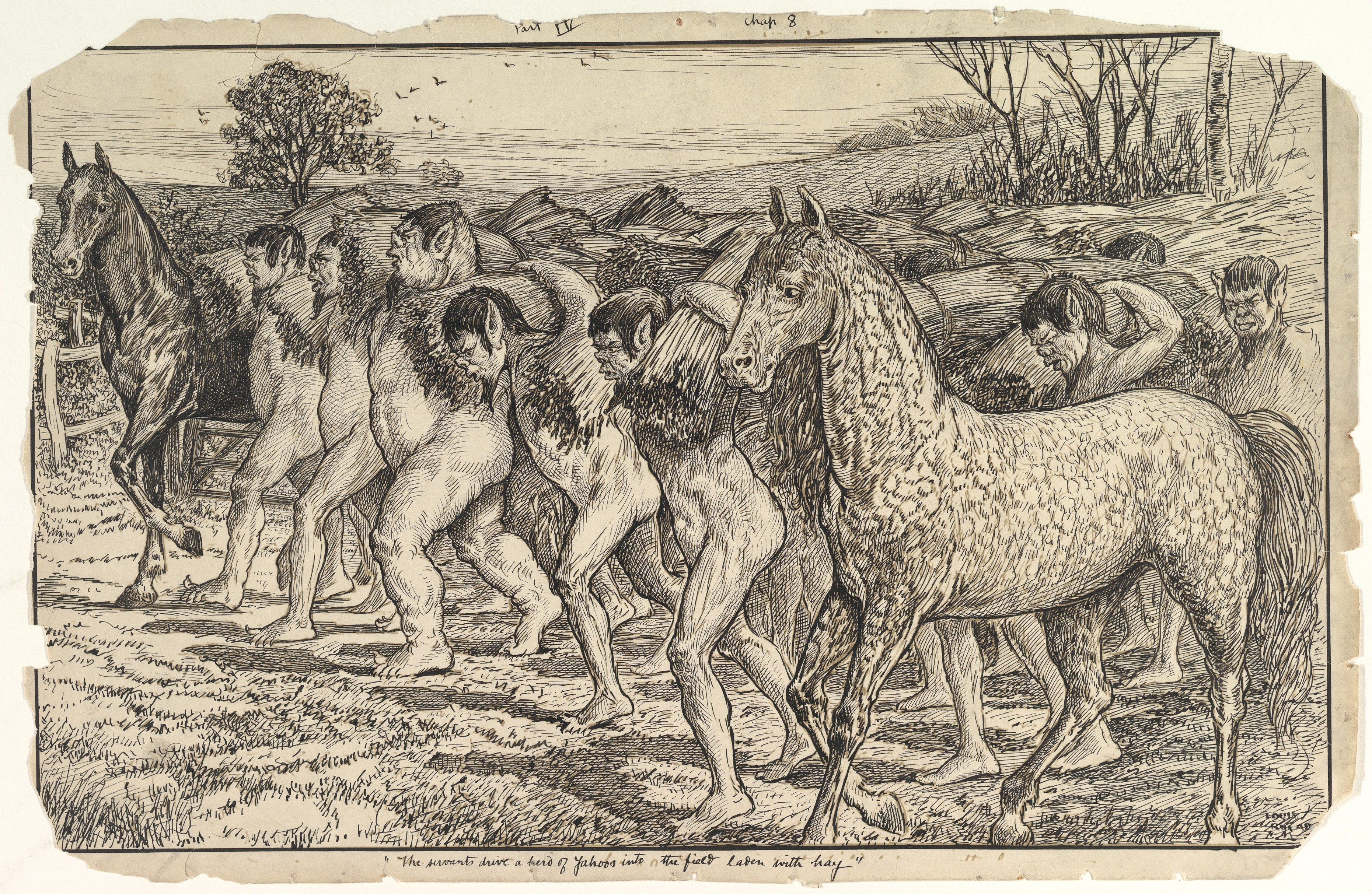
Використання егу (йеху) гуігнгнмами як робочої худоби. Ілл. Louis_Rhead (кін. ХІХ ст.)

Єгу (англ. Yahoo, [jɑːhuː], зустрічається також написання йеху) — вигадані огидні людиноподібні істоти, що населяють країну розумних доброчесних коней-гуігнгнмів і описані в IV частині «Мандрів Гуллівера» ірландського письменника Джонатана Свіфта. Свіфт не раз заявляв, що ненавидить людську породу і вважає її від природи порочною. Єгу в романі — концентрований образ природи людини, яка спотвореною пороками та не облагороджена духовністю.
Переказ про походження єгу, викладений в розділі IX, повідомляє, що двоє єгу, що вперше з'явилися в їх країні, прибули до них з-за моря; що вони були покинуті товаришами і, висадившись на берег, сховалися в горах; потім, з покоління в покоління, нащадки їх вироджувалися і з плином часу сильно здичавіли в порівнянні зі своїми одноплемінниками, що живуть в країні, звідки прибули двоє їхніх прабатьків.
|  | Ці двоє єгу були, мабуть, англійці, як я дуже схильний підозрювати на підставі рис обличчя їх потомства, хоча і дуже спотворених. |

Критики звертають увагу на те, що в кінці IV частини описано порятунок Гуллівера на португальському кораблі, причому капітан судна Педро де Мендес поводився виключно благородно і не шкодував зусиль для допомоги Гулліверу. Іноді кажуть, що в образі єгу відбився невитравний песимізм Свіфта щодо долі людства. Однак епізод з капітаном важко узгодити з приписаною Свіфту радикальною мізантропією; показавши негативний приклад, автор тут же дав і позитивний, і це, вважають критики, не випадково.

## Характеристика єгу
Пороки, властиві єгу, являють собою карикатурне зображення людських і суспільних пороків.
- Жадібність:

«Якщо ви даєте п'ятьом єгу корму, якого вистачило б для п'ятдесяти, то вони, замість того щоб спокійно приступити до їжі, затівають бійку, і кожен намагається захопити все для себе. <…> Їжу, викрадену ними або здобуту грабунком десь далеко, вони вважають краще набагато смачнішої їжі, приготовленої для них вдома. <…> У цій країні єгу є єдиними тваринами, які схильні до хвороб; <…> всі вони обумовлені не поганим поводженням з ними, а неохайністю і обжерливістю цих мерзенних тварюк.»
- Агресивність:

«Битви між єгу сусідніх місцевостей починаються без будь-якої на те причини; єгу однієї місцевості всіляко намагаються напасти на сусідів зненацька, перш ніж ті встигли підготуватися. Але якщо вони чомусь терплять невдачу, то повертаються додому і, за відсутності ворога, зав'язують між собою те, що я назвав громадянською війною».
- Користолюбство:

«У деяких місцях цієї країни трапляються різнокольорові блискучі камені, до яких єгу живлять справжню пристрасть; і якщо камені ці міцно сидять в землі, як це іноді трапляється, вони риють кігтями з ранку до ночі, щоб вирвати їх, після чого забирають свою здобич і купами заривають її у себе в лігвищах; вони діють при цьому з крайньою обережністю, безперестанку оглядаючись на всі боки, боячись, як би товариші не відкрили їх скарбів. <…> Найбільш запеклі битви між єгу відбуваються найчастіше на полях, які рясніють блискучими каменями».
- Влада:

«У більшості стад єгу бувають свого роду правителі <…>, які завжди є найпотворнішими і найзліснішими у всьому стаді. У кожного такого ватажка буває звичайно фаворит, який має надзвичайну з ним схожість, обов'язок якого полягає в тому, що він лиже ноги свого пана і поставляє самок в його зарості, в подяку за це його час від часу нагороджують шматком ослиного м'яса. Цього фаворита ненавидить все стадо, і тому для безпеки він завжди тримається біля свого пана. Звичайно він залишається при владі доти, доки не знайдеться ще гірший; і тільки-но він отримує відставку, як всі єгу цієї галузі: молоді та старі, самці і самки, на чолі з його наступником, щільно обступають його і жорстоко принижують.»
- Схильність до наркоманії:

«Тут попадається ще один дуже соковитий корінь, правда, дуже рідко, і знайти його нелегко; єгу старанно розшукують цей корінь і з великою насолодою його смокчуть; він виробляє на них ту саму дію, яке на нас справляє вино. Під його впливом вони то цілуються, то б'ються, ревуть, гримасують, щось лепечуть, виписують кренделя, спотикаються, падають в бруд і засипають.»
Гуїгнгнми гидливо ставилися до єгу, але використовували їх як робочу худобу.
Проживши в суспільстві гуігнгнмів деякий час, Гуллівер перейнявся відразою до своїх побратимів-людей (глава X): «Коли я думав про мою сім'ю, моїх друзів і моїх співвітчизників або про людський рід взагалі, то бачив у людях, в їх зовнішності і душевному складі те, чим вони були насправді, — єгу, можливо, навіть більш цивілізовані і наділені даром слова, але вживають свій розум тільки на розвиток і примноження пороків, які притаманні їх братам з цієї країни лише в тій мірі, в якій їх наділила ними природа.»

## Культурний вплив
Свіфтівські мотиви ясно відчуваються у багатьох творах Герберта Уеллса. Наприклад, в романі «Машина часу» виведені дві раси нащадків сучасних людей — огидні хижаки-морлоки, що нагадують єгу, і їх витончені жертви-елої. В іншому романі Уеллса, «Містер Блетсуорсі на острові Ремпол», суспільство дикунів-канібалів алегорично зображує пороки сучасної цивілізації.
В оповіданні Хорхе Борхеса «Повідомлення Броуді» (1970) розповідь ведеться від імені місіонера, який знайшов під час своїх поневірянь у Південній Америці вкрай деградовану народність. Оповідач називає її «єгу», оскільки не в змозі відтворити це грубою мовою. У властивій для себе манері Борхес переосмислив задумку Свіфта в дусі трагічного абсурду; так, жадібність до коштовностей у єгу з оригінального твору звертається в тягу до бруду і розпусти, а «королі» племені в «Повідомленні Броуді», всупереч оригіналу, виявляються абсолютно безпорадними каліками і у війні з сусідніми племенами гинуть першими.
Назва пошукової системи и корпорації Yahoo!, як роз'яснили її засновники, також взято у Свіфта.

## Дивись також
Сім смертних гріхів